# داريل بينكني
داريل بينكني (بالإنجليزية: Darryl Pinckney)‏ روائي وكاتب مسرحي أمريكي. ولد عام 1953 في إنديانا بوليس في مدينة إنديانا.

## نشأته
ينحدر بينكني من عائلة أمريكية ذات أصول إفريقية من الطبقة الوسطى، حيث درس في مدارس عامة محلية وأكمل تعليمه في جامعة كولمبيا في مدينة نيويورك.

## مهنته
من أُولى أعماله المهنية التي برزت كانت بعضًا من نصوصه المسرحية، حيث أُنتجت هذه المسرحيات بالتعاون مع المخرج روبرت ويلسون، وتضمنت أهم هذه الأعمال المنتَجة الغابة (1988) وأورلاندو (1989).
أما بالنسبة إلى الروايات، فأنتج بينكني أول رواية القطن الرفيع عام 1992، حيث قصّت سيرة الكاتب الذاتية التي تمحورت حول نشأة صاحبي البشرة السوداء والبرجوازية في أمريكا في الستينيات. وعُرف بينكني أيضًا بمساهماته على الدوام لنيويورك ريفيو أوف بوكس وقرانتا وسلات وذا نيشون.
والجدير بالذكر أن لدى بينكني القدرة على حل مشكلة الهويات العرقية والجنسية وكل ذلك عبر الأدب.
عاد بينكني حينذاك إلى كتابة المسرحيات وأصدر مسرحية وقت الروك في عام 1995.
أما في القرن الواحد والعشرين، فلقد نشر بينكني مجموعتين من مقالات كان فحواها الأدب الأمريكي الأفريقي. وعبر عن حبه لكتابته لهذه المواضيع في مسلسل تلفزيوني طويل يدعى أوبرا سوب ومسلسل أز ذا وورلد تيرنز في شبكة سي بي أس الأمريكية.

## الجوائز
- 1986، Whiting Award
- 1992، حصلت رواية «قطن الرفيع» في لوس أنجلوس تايمز على جائزة لأول رواية خيالية.
- 1994، جائزة Vursell  للكلام النثري المتميز من الأكاديمية الأمريكية للفنون والآداب.

## حياته الخاصة
شريكه كان الشاعر الإنجليزي جيمس فينتون حيث بدأت علاقتهما منذ 1989. وعاش بينكني في نيويورك وأكسفورد شير، إنجلترا.

## الكتب
-       رواية «القطن الرفيع» عام 1992
-       «باع وضاع»: الأدب الإفريقي والمجتمع الأمريكي عام 2001
-       «في الخارج»: استقلالية الأدب المظلم عام 2002
-       «التصويتات»: التصويت المظلم لديمقراطية الولايات المتحدة عام 2014
-       «بلاك ديوتشلاند» عام 2016

## المقالات
- «من هي الملقبة بإنجلترا»، بواسطة قرانتا في صيف 1985.
- "نادي صاحبي القلوب الوحيدة”، بواسطة هاربر في 2010 من شهر فبراير.
- للإعجاب بأخلاقيات أرديت، ما كرثي، هار دويك، سونتاج، بواسطة ثري بيني ريفيو في خريف 2013.
- «بعض من مختلف الطرق لنظر إلى سلمى» بواسطة نيويورك ريفير اوف بوكس في 19 من شهر فبراير عام 2015.

## نصوص مسرحية
(تعاوناً مع المخرج روبرت ويلسون)
- 1- «الغابة» 1988.
- 2- «اورلاندو» 1989.
- 3- «وقت الروك» 1995.

| داريل بينكني (Darryl Pinckney) | داريل بينكني (Darryl Pinckney)     |
| الولادة                        | عام 1953 في إنديانا بوليس، انديانا |
| الجنسية                        | أمريكي                             |
| المدرسة الأم                   | جامعة كولمبيا                      |
| المهنة                         | راوي وكاتب مسرحي                   |
| ------------------------------ | ---------------------------------- |